# Sench Amand de Colac
Sench Amand de Còli (en francès Saint-Amand de Coly) és un municipi francès situat al departament de la Dordonya i a la regió de la Nova Aquitània.

## Demografia
| 1962                                       | 1968 | 1975 | 1982 | 1990 | 1999 | 2007 |
| ------------------------------------------ | ---- | ---- | ---- | ---- | ---- | ---- |
| 354                                        | 322  | 308  | 301  | 312  | 353  | 390  |
| Des de 1962: població sense dobles comptes |      |      |      |      |      |      |

## Administració
| Període | Identitat      | Partit        |
| ------- | -------------- | ------------- |
| 1983-   | Claude Vilatte | Divers gauche |